# PGC 1689756
LEDA/PGC 1689756 ist eine Galaxie im Sternbild Herkules am Nordsternhimmel, die schätzungsweise 491 Millionen Lichtjahre von der Milchstraße entfernt ist. Im selben Himmelsareal befinden sich u. a. die Galaxien NGC 6233 und NGC 6243.